# Лебедев, Владимир Иванович (историк)
Влади́мир Иванович Лебедев (14 (26) октября 1894, Рига — 3 апреля 1966, Москва) — русский советский историк, археограф, профессор МГУ. Исследователь народных движений XVII—XVIII вв., реформ Петра I.

## Биография
Родился в Риге в семье учителя.
В 1917 окончил историко-филологический факультет Московского университета.
В 1922 окончил также факультет общественных наук МГУ.
С 1924 — преподаватель Коммунистического университета трудящихся Востока, Коммунистического университета им. Я. М. Свердлова, Института красной профессуры, МГПИ,
1938 — кандидат исторических наук.
1954 — доктор исторических наук (по совокупности трудов по истории России 1-й четверти XVIII века; без защиты диссертации).
В 1955 году перешел на работу в МГИМО.
Заведующий секцией отечественной истории и член правления Всесоюзного общества «Знание». Член правления Общества «СССР—Швеция».
Похоронен в Москве на Новодевичьем кладбище (Старая территория, колумбарий, секция 16Б).

## Основные работы
- Булавинское восстание 1707—1708 гг. Сборник документов. М.; Л., 1934 (составитель).
- Из истории сношений казаков с царской Россией // Красный архив. 1936. № 5 (18).
- Хрестоматия по истории СССР. М., 1937. Т. 1.
- Реформы Петра I: Сборник документов. — М.; Л., 1937 — 379 с.
- История СССР до XIX в.: Курс лекций. М., 1939 (5 изданий).
- История СССР до XIX в. М., 1939. Т. 1 (2-е изд. — 1947) (редактор, член авт. кол.).
- Астраханское восстание 1705—1706 гг. М., 1946.
- К вопросу о характере крестьянского движения в России в XVII—XVIII вв. // Вопросы истории. 1954. № 6.
- Крестьянская война под предводительством С. Разина (1667—1671). М., 1955.
- Народное движение под предводительством К. Булавина. М., 1967.